# Polypedilum argentiniense
Polypedilum argentiniense är en tvåvingeart som beskrevs av Jean-Jacques Kieffer 1925. Polypedilum argentiniense ingår i släktet Polypedilum och familjen fjädermyggor. Inga underarter finns listade i Catalogue of Life.